# 三沙市総合執法1号
三沙市総合執法1号（中国語: 三沙市総合執法1号は、中華人民共和国海南省三沙市人民政府海洋主管部門の法執行活動の実施を目的とし所有している公有船である。

## 概要
元は国務院農業部漁業局（BOF）所属の漁業取締船「漁政310」として2010年に就役した。その後2013年の中国海警局の発足にともない移管され、中国海警局執法船「海警3210」として再就役した。さらに2015年5月には海南省三沙市人民政府に移管され「三沙市総合執法1号」として三沙市が主管する海洋関係の法執行検査業務に着いている。
本船の設計は、中国からパキスタン海軍に輸出されたズルフィカル級フリゲート（F-22P型）から派生しているとされている。F-22P型はおおむね、中国人民解放軍海軍の第1世代汎用フリゲートであった053H3型フリゲート (江衛-II型フリゲート) の近代化改良型であるとされている。
本船は、三沙市の管轄する水域での違法操業取締り及び違法な資源開発行為・海域使用・島嶼利用・海洋調査などの取締りを任務としている。漁業局や中国海警局所属の時は口径14.5mmの連装機関銃を2基装備していたが、三沙市に移管後は武装は取り外され放水砲は残された。